# Confédération africaine d'athlétisme
Pour les articles homonymes, voir CAA.
La Confédération africaine d’athlétisme (CAA) est une organisation chargée de gérer l’athlétisme africain, sous la tutelle de la World Athletics. Elle organise notamment les grands évènements comme les jeux africains et les championnats d’Afrique. Elle a été fondée en 1973, pendant les deuxièmes Jeux africains à Lagos. En novembre 2014, le conseil de l'IAAF accepte la candidature provisoire du Soudan du Sud, la South Sudan Athletics Federation devenant futur membre en 2015.

## Membres
| Nord                             | Nord                                          |
| -------------------------------- | --------------------------------------------- |
| Algérie                          | Fédération algérienne d'athlétisme            |
| Libye                            | Fédération d'athlétisme amateur de Libye      |
| Maroc                            | Fédération royale marocaine d'athlétisme      |
| Tunisie                          | Fédération tunisienne d'athlétisme            |
| Ouest                            |                                               |
| Bénin                            | Fédération béninoise d'athlétisme amateur     |
| Burkina Faso                     | Fédération burkinabè d'athlétisme amateur     |
| Cap-Vert                         | Federação Caboverdiana de Atletismo           |
| Côte d'Ivoire                    | Fédération ivoirienne d'athlétisme            |
| Gambie                           | The Gambia Athletics Association              |
| Ghana                            | Ghana Athletics Association                   |
| Guinée                           | Fédération guinéenne d'athlétisme             |
| Guinée-Bissau                    | Federação de Atletismo da Guinea-Bissau       |
| Liberia                          | Liberia Track & Field Federation              |
| Mali                             | Fédération malienne d'athlétisme              |
| Mauritanie                       | Fédération d'athletisme de Mauritanie         |
| Niger                            | Fédération nigérienne d'athlétisme            |
| Nigeria                          | Athletic Federation of Nigeria                |
| Sénégal                          | Fédération sénégalaise d'athlétisme           |
| Sierra Leone                     | Sierra Leone Amateur Athletic Association     |
| Togo                             | Fédération togolaise d'athlétisme             |
| Est                              |                                               |
| Djibouti                         | Fédération djiboutienne d'athlétisme          |
| Égypte                           | Fédération égyptienne d'athlétisme            |
| Érythrée                         | Fédération érythréenne nationale d'athlétisme |
| Éthiopie                         | Fédération éthiopienne d'athlétisme           |
| Kenya                            | Athletics Kenya                               |
| Somalie                          | Fédération somali d'athlétisme                |
| Soudan                           | Fédération soudanaise d'athlétisme            |
| Soudan du Sud                    | Fédération sud-soudanaise d'athlétisme        |
| Tanzanie                         | Tanzania Amateur Athletic Association         |
| Ouganda                          | Uganda Amateur Athletics Federation           |
| Centre                           |                                               |
| Burundi                          | Fédération d'athlétisme du Burundi            |
| République centrafricaine        | Fédération centrafricaine d'athlétisme        |
| République du Congo              | Federation congolaise d'athlétisme            |
| Tchad                            | Federation tchadienne d'athlétisme            |
| Cameroun                         | Fédération camerounaise d'athlétisme          |
| République démocratique du Congo | Fédération d'athlétisme du Congo              |
| Gabon                            | Fédération gabonaise d'athlétisme             |
| Guinée équatoriale               | Federacion Ecuatoguineana de Atletismo        |
| Rwanda                           | Fédération rwandaise d'athlétisme             |
| Sao Tomé-et-Principe             | Federação Santomense de Atletismo             |
| Sud                              |                                               |
| Angola                           | Federação Angolana de Atletismo               |
| Botswana                         | Botswana Athletics Association                |
| Comores                          | Fédération comorienne d'athlétisme            |
| Lesotho                          | Lesotho Amateur Athletics Association         |
| Madagascar                       | Fédération malagasy d'athlétisme              |
| Malawi                           | Athletics Association of Malawi               |
| Mozambique                       | Federação Moçambicana de Atletismo            |
| Maurice                          | Mauritius Athletics Association               |
| Namibie                          | Athletics Namibia                             |
| Afrique du Sud                   | Athletics South Africa                        |
| Seychelles                       | Seychelles Athletics Federation               |
| Eswatini                         | Eswatini Athletics Association                |
| Zambie                           | Zambia Amateur Athletic Association           |
| Zimbabwe                         | National Athletic Association of Zimbabwe     |

## Compétitions
- Championnats d'Afrique d'athlétisme

## Présidents
- 1973-? :  Lamine Diack (premier Président)[2]
- depuis 2003 :  Hamad Kalkaba Malboum[3]